# Атауро
Атауро или Камбинг (на португалски: Ataúro, на тетум: Ataúru) е един от двата острова, принадлежащи към Източен Тимор (вторият е Жаку). Населението на Атауро според преброяването от 2010 година е 8602 души, повечето от които живеят в главния град на острова – Маумета. Островът е включен в столичния окръг Дили.

## Име
Името на острова на местния език може да се преведе като „коза“; индонезийското име на острова е Пулау Камбинг (камбинг означава „коза“ на индонезийски). Островът е наречен така вероятно поради големия брой кози, които се развъждат там.

## История
Съгласно Лисабонския договор от 1859 г. между Нидерландия и Португалия, Атауро влиза в португалската част на Източен Тимор, но португалското знаме не е издигнато преди 1884 г., когато се състои официална церемония. Жителите на Атауро не плащат данъци на Португалия преди 1905 г. Скоро след това, Атауро започва да се използва като затворнически остров.
Като част от Португалски Тимор, Атауро влиза в община Дили, съвпадаща със съвременната област Дили. С придобиването на независимост на Източен Тимор, едно от предложенията е да се реорганизират областите и Атауро да придобие статут на автономен район. Макар че това не е извършено, островът административно е включен като подобласт на Дили.
На 11 август 1975 г., когато Тиморският Демократичен съюз извършва преврат, опитвайки да спре нарастването на популярността на ФРЕТИЛИН, португалският губернатор Марио Лемос Пирес бяга на Атауро, от където по-късно се опитва да посредничи за споразумение между двете групи. Той е призован от ФРЕТИЛИН да се завърне и да започне процеса на деколонизация, но Пирес настоява, че са необходими инструкции от страна на правителството в Лисабон. На 10 декември 1975 г., в страната и на острова нахлува индонезийската армия. Островът става част от независим Източен Тимор на 20 май 2002 година.

## География
На Атауро не достига прясна вода. Намиращите се на острова водоизточници и резервоари не са в състояние да решат този проблем. През 2004 г. Португалия финансира проект за подобряване на качеството на водите и инфраструктурата на разпределението ѝ. Островът е свързан със столицата Дили чрез ферибот, като пътят отнема около два часа.
На острова се наблюдават два ясно изразени сезона: влажен и сух. Растителността е представена от евкалиптови гори, по откритите склонове на хълмовете често се срещат варовикови скали. Тропическите гори са характерни за долините.
Релефът на острова е оформен в резултат на ерозията на издигнатите, първоначално подводни вулкани от неогена, която е образувала тесни, разчленени хребети със стръмни склонове. До височина от около 600 m има обширни области на издигнати корали. Островът е пострадал от обширно разчистване на природната растителност за на отглеждане на земеделски култури. На връх Манукоко (над 700 m) все още могат да се открият тропически полу-вечнозелени планински гори в закътаните долини, които обхващат около 40 km2.

## Култура
Атауро е доста необичаен в религиозно отношение за Източен Тимор, тъй като много от жителите на северния остров са протестанти, а не католици. Те са покръстени от холандска калвинистка мисия от остров Алор в началото на 20 век.
На Атауро се говорят четири диалекти на уетарския език (рахешук, ресук, раклунгу и даду'а), който произхожда от остров Уетар в Индонезия.